# Calumbi
Calumbi – miasto i gmina w Brazylii, w stanie Pernambuco, w mezoregionie Sertão Pernambucano, w mikroregionie Pajeú. Według Brazylijskiego Instytutu Geograficzno-Statystycznego, 2017 roku miejscowość liczyła 5 736 mieszkańców.